# ブリヂストン・レイダック

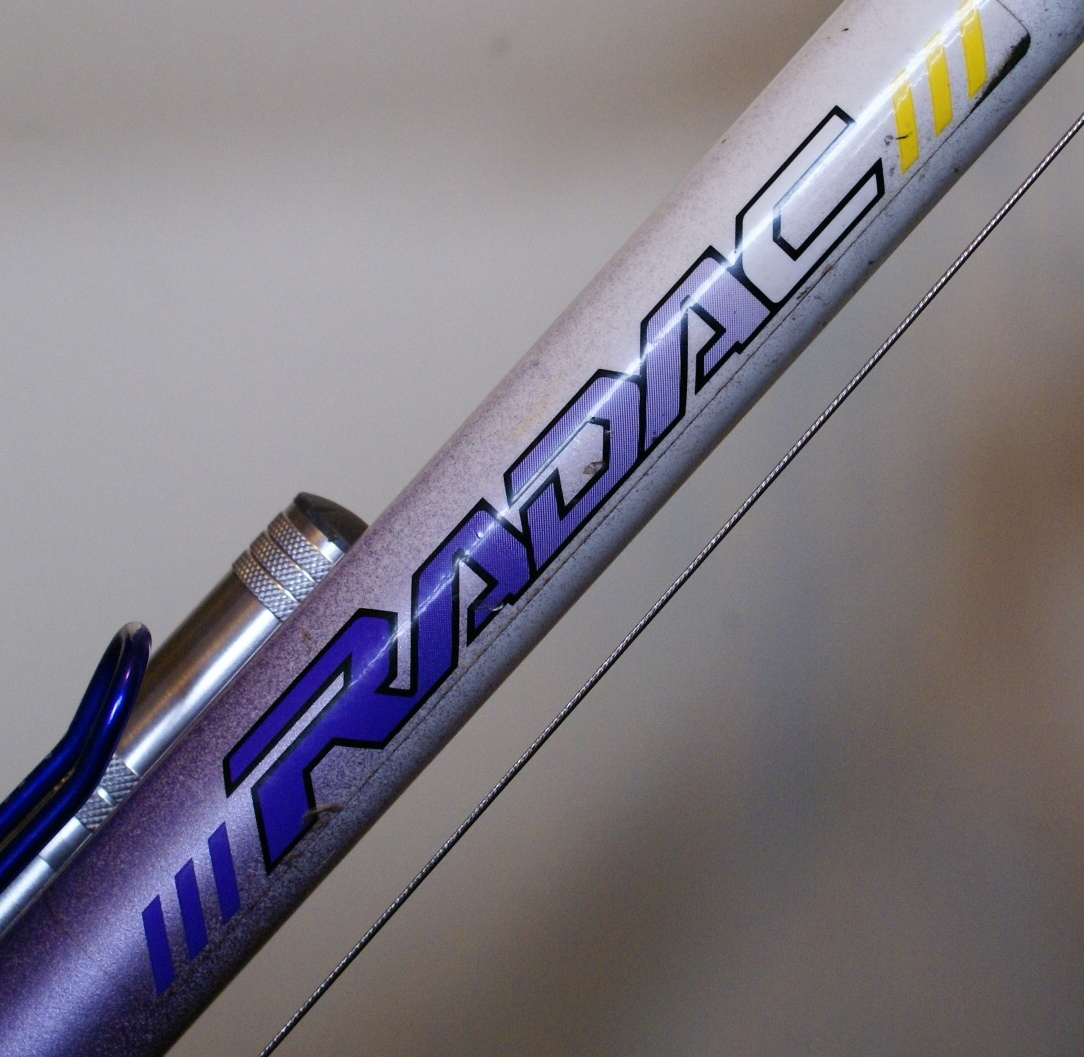
レイダックのロゴ

ブリヂストン・レイダック (BRIDGESTONE RADAC) はブリヂストンサイクルより1986年から1997年まで生産販売されていたスポーツ自転車のブランドである。

## 概要
1986年よりレイダックをブランド名として構造接着アルミフレームの販売開始、レイダックとはこの構造接着工法に用いられる接着剤の名前に由来する。
以降アルミパイプとスチールパイプによるアルミハイブリッドフレームを使用したフィットネス、カーボンフレームとケストレルのOEMによるカーボンコンポジットフレーム、セラミックフレーム、トライアスロン向けクロモリフレーム、セミオーダーにファミコンを用いるレイダック・テーラーメイド、前後サスペンション付きのレイダックSE等、販売開始時の高級なアルミフレーム以外の自転車やフレームセミオーダーも含んだ大規模なスポーツ自転車ブランドとして発展していったが、1994年にかつて高級スポーツ自転車ブランドとして知られたグランヴェロが復活、レイダックのブランド名はグランヴェロに置き換わり、一部残されていたフィットネスも1997年に販売を終了したことでブリヂストンサイクルのスポーツ自転車ブランドとしては事実上消滅した。

## 特徴

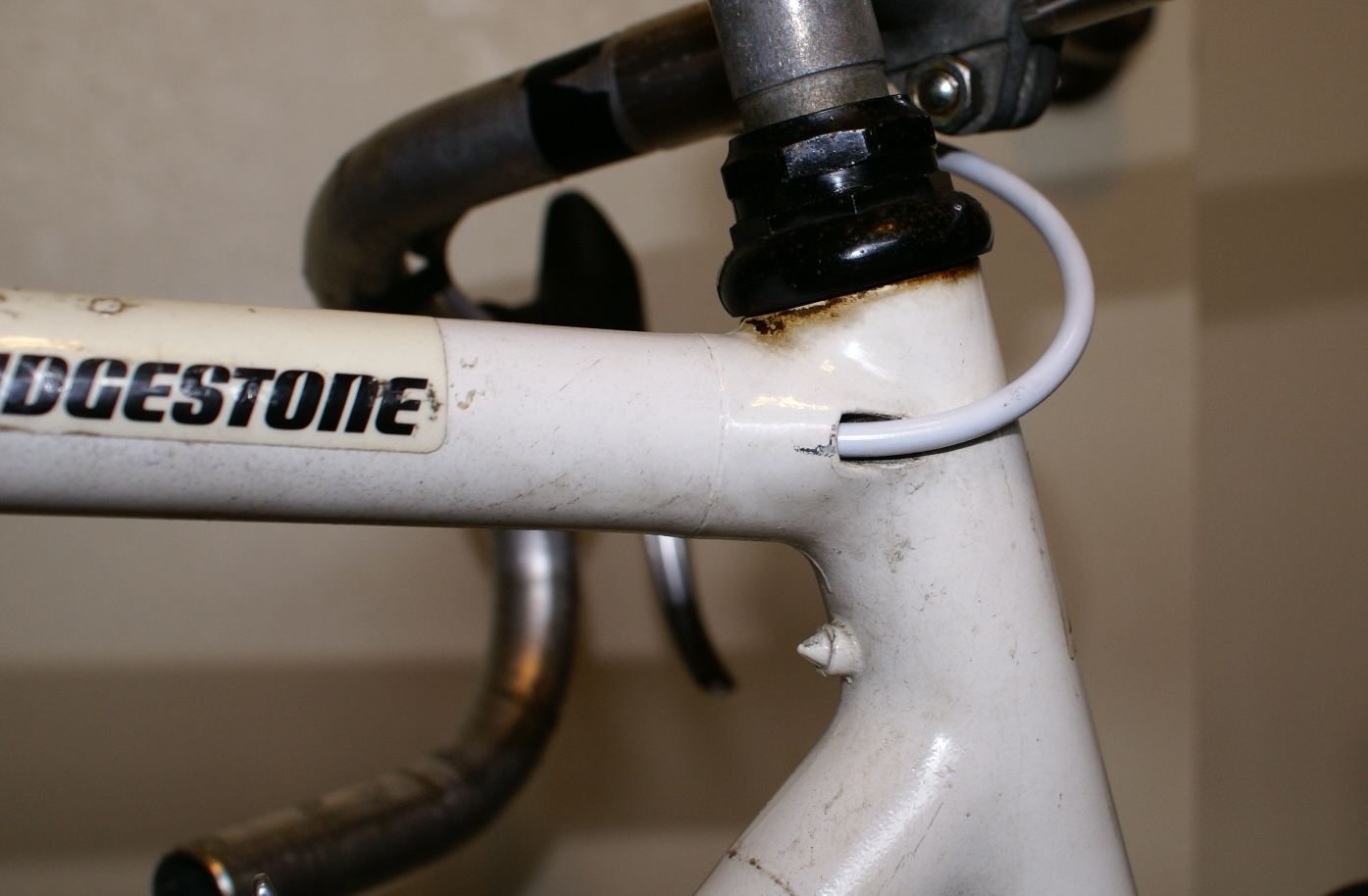
レイダックのトップチューブ前端

フレームの材質には大きく4種類あり、上級グレードのオールアルミ製と、スタンダードグレードのアルミ＆クロモリハイブリッド、廉価グレード又はトライアスロンモデルとしてクロモリパイプモデルが用意されたことがある。また1988年には、カーボンや水滴状断面といった新しい技術を導入した「レイダックCCIコンポジットフレーム」という最上級グレードが発売された。
また、セラミックフレームも発売された。
多くのモデルではリアブレーキケーブルをトップチューブ内に通す構造を採用していた。その為、メンテナンスの際に不用意にケーブルを抜き去ってしまうと、再びケーブルを通す際にとても苦労するので注意が必要である。
トップチューブ内を通るリアブレーキケーブルの交換手順は以下のとおり。
1. 古いインナーケーブルを抜く
2. 新しいインナーケーブルを入れる
3. 古いアウターケーブルを抜く
4. 新しいアウターを通す

このようにすると、比較的楽に作業ができる。
但し、アウターケーブルを通す際は、アウターケーブルの腰が強い為、うまくトップチューブの通し穴に入れるのに少し苦労する。インナーケーブルを引っ張りながらで、うまくガイドする必要がある。

## フレーム型式
- RDC-xxx：カーボンチューブ、アルミラグ
  - チェーンステー、シートステーがアルミ材のものとカーボン材のものがある。
- RRE︰セラミック 炭化ケイ素ウィスカーにより強化されたアルミ合金を採用した。
- RD-3100︰オールアルミ
- RD-3000 ： オールアルミ
- RD-2000 ： オールアルミ、セミオーダー（フレーム価格は8万円から）
- RD-1000 ： オールアルミ
- RRNA︰オールアルミ
- RD-6 ： アルミ＆クロモリハイブリッド
- RD-xxx ： アルミ＆クロモリハイブリッド
- RDF-xxx ： アルミ＆クロモリハイブリッド、(フラットバーモデル、後輪変速のみ)
- RD-xxxA ： アルミ＆クロモリハイブリッド、クロスバイクモデル。
- RDT-xxx ： オールクロモリ(フォークのみアルミ製)、アルミ＆クロモリハイブリッド
- RDS-xxx ： アルミ＆クロモリハイブリッド、特別限定車、特別カラーと上級コンポ搭載モデル
  - 形式番号中のxxxには490,510,530など3桁の数字が入り、フレームサイズを表す。
  - リアエンド幅は、125mm～130mmのものが存在する。

### カーボンモデル(RDC)(RRNC)
レイダックのフラッグシップとも呼べるモデル。ソウルオリンピック(1988年)では日本女子選手に同モデルが供給され、日本人選手(女子個人ロードレス)としては史上最高記録の30位で完走した。また、1989年当時、トライアスロンの世界トップトライアスリートだったスコット・ティンリー、ジュリー・モスが同モデルを使用していた。

#### 材質
CFRP製ストレートパイプとアルミ製ラグを接着によって接合したフレーム。素材感を演出するためにカーボン柄にクリアー仕上げのものと、オールペイントのものがある。シートステー、チェーンステーにはアルミ管を使用したものとCFRP管の仕様のものがある。シートステー、チェーンステーがCFRP管の仕様であればフレーム重量(RDC-530) 1.725kg（カタログ値）であったため、当時としては充分に軽量といえた。

#### ユーティリティ
一般的なロードレーサーと同じくダウンチューブ・シートチューブにボトルケージ用の取り付け穴がある程度。

### オールアルミモデル (RD-3100,RD-3000,RD-2000,RD-1000,RRNA)

#### 材質
アルミ合金製パイプ、ラグを接着によって接合されたフレーム。
地金の美しさを演出するためにポリッシュ仕上げにクリア塗装のものも存在する。
RD-3000系にはシマノのDURA-ACEグレードの専用シートポスト(25.8mm径)が用意された。
ジオメトリはシートチューブ、トップチューブがほぼ等長のレース向き。
また、末期のモデルにはトップチューブとシートチューブの接合部分がNEO・COTフレームのように徐々に太くなった様なデザインのフレームのモデルが存在する。なお、この末期モデルはトップチューブに後輪ブレーキワイヤーを通す穴が空いており、ブレーキワイヤーを隠す構造になっている。ただし、ハイブリッドフレームモデルと違い、この部分はまるでドリルで穴を斜めに空けただけの様な仕上げになっているので雨天時の雨の浸入などが心配される。

#### ユーティリティ
一般的なロードレーサーと同じくダウンチューブ・シートチューブにボトルケージ用の取り付け穴がある程度。
ハイブリッドモデルの様にキャリアやマッドガードを取り付ける為のダボは着いていない。

### ハイブリッドモデル (RD-xxx,RDF-xxx,RDS-xxx)

#### 材質
トップ、ダウン、シートチューブ（いわゆる「前三角」）をアルミ合金製とし、他の箇所はクロモリとしているのが特徴。
当時、軽さ、強度、コストのバランスを高次元で実現した技術であった。
シート／チェーンステーが粘りのあるクロモリ材であるため、リヤのエンド幅より広めの軸のホイールを入れても大丈夫であると言われている。そのため、改造のために旧規格の126mmのフレームに現行のオーバーロックナット寸法130mmのハブを使用する愛好者もいる。

材質の構成は共通であるもの、ブレーキの取り付けがブラインドナットの仕様とそうでないもの、リヤエンド部に泥除けのダボがあるものとないもの、それに伴い泥除けの装着に対応すか否か、ブレーキキャリパーが一般的なロード用の長さのものとロングアーチのものなどとこのハイブリッドモデルは形状はどれもよく似ているが年式やグレードによって様々な構成のものが用意されていた。

#### ユーティリティ
どろよけを装着するためのねじ穴を備える。ボトルケージの取り付け穴はダウンチューブのみに設けられている。
特に特徴的なのはヘッド部のラグ右側、シートポスト取り付け部ラグ左側に後輪用ブレーキケーブルを通す穴があいており、ここにブレーキケーブルを通しトップチューブ内に収める構造をしている。これによりブレーキワイヤーが見えないレイダック独特のフォルムに仕上がっている。なお、クロモリモデルや前期、中期のアルミモデルではこの構造は採用されず、トップチューブ上面3カ所でアウターケーブルを固定するこの当時のロードバイクの一般的な構造になっている。
ドロップハンドル、フラットバーハンドルが標準で装備されたモデルがあった。ダブルレバーの台座はアルミフレームと同様の付け根が平面になっているタイプが用いられている。また、このダブルレバーの台座はリベット2本で固定されており、劣化で外れやすいというレイダックのハイブリッドモデルの泣き所でもある。
さらには「前後サスペンション」を採用したバーハンドルの街乗りクロスバイク、RADAC SEというユニークなモデルもあった。

型式RDF-xxxのモデルはフラットバーモデルで、基本的な構成は上述の型式RD-xxxと共通である。ただし後輪変速のみでかつ廉価モデルであるため、ダブルレバーの台座は採用されておらず、後輪変速機用のアウターケーブル受けがダウンチューブ右に付いているのみである。その為ダブルレバーの装着や、クランク部による変速機の装着をする為にはバンド式の台座を装着する等の工夫が必要である。

#### ブレーキキャリパー
ブレーキキャリパーの装着方式は、モデルによって、現在一般的な8ミリ径ブラインドナットを採用したものと、単純な六角ナットを介するものがある。後者の場合、現在新品で売られているブレーキキャリパーを無改造で装着することは不可能である。対策としてはブレーキキャリパーのメーカーから発売されているキャリパー改造（キャリパー取り付けボルトを長いものに交換する）キットを用いるか
、フレームの穴をドリル等で拡張することになる。
中にはロングアーチ仕様のブレーキキャリパーが必要となるモデルもあるが、現在シマノから販売されているロングアーチ仕様のブレーキキャリパー（BR-R450とBR-R650)には改造キットの設定が無い為、シマノ製のブレーキキャリパーを装着したい場合はフレーム改造をする必要がある。
またダイアコンペから出ているBRS101であればロングアーチ・ナット締めなのでフロント・リアともに改造せずに取り付けることができる。
尚、現在では1インチスレッドヘッドの純正クロモリフォークから、既製品アヘッド型のフォークと交換してスレッド→アヘッド化し、交換後のフォーク用のキャリパー軸長に合わせればよい。
既製品で軽量なカーボンフォークに換装してこれらのキャリパー問題をクリアしているユーザーも少なくない為、多くの事例でコンポ載せ換え時にアッセンブルの苦労をする事もなくなってきた。

### クロモリ・トライアスロンモデル (RDT-xxx)

#### 材質
フレーム本体は、トップ・ダウン・シートチューブ・シートステー、チェーンステー他全てがクロモリ製。トリプルバテッドチューブが採用されており、クロモリ製ながら軽量に仕上げられている。
また、ジオメトリはトップチューブがシートチューブより長め、トライアスロンのようなロングライド向きに設定されている。
但し、フォークはRD-1000と同様のアルミ製を採用いしているのが特徴。Wレバーの台座はカンパタイプで、アルミフレームやハイブリッドフレームと違い、付け根が曲面になっているタイプが用いられている。

後輪用ブレーキワイヤーは、トップチューブの中を通らずトップチューブ上部にアウターケーブルを3箇所で固定し、インナーケーブルが露出しない当時の一般的なクロモリフレームと同じ仕様である。

また、概観はレイダック以前のモデル・グランヴェロに酷似している。
シートポストのサイズはオールアルミモデル、ハイブリッドモデルが25.8mmであるが、クロモリモデルのみ27.0mmである。これはシートチューブの材質の違いによるチューブの肉厚の違いによるものである。

### 共通項目

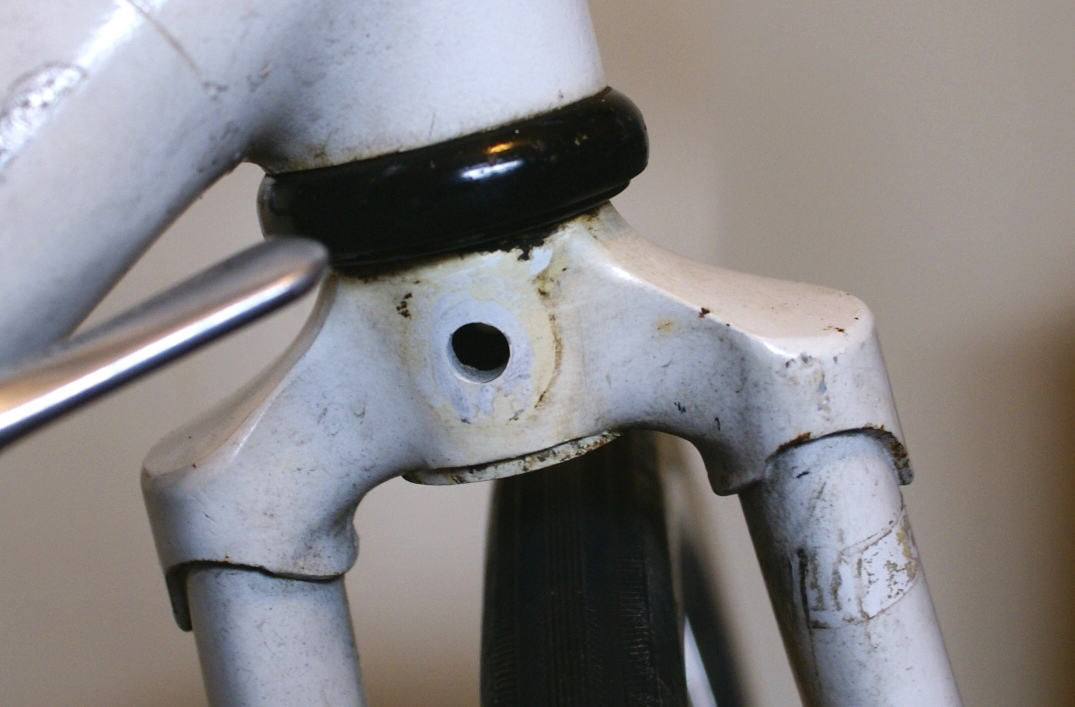
レイダックのブレーキ取り付け部分（前）

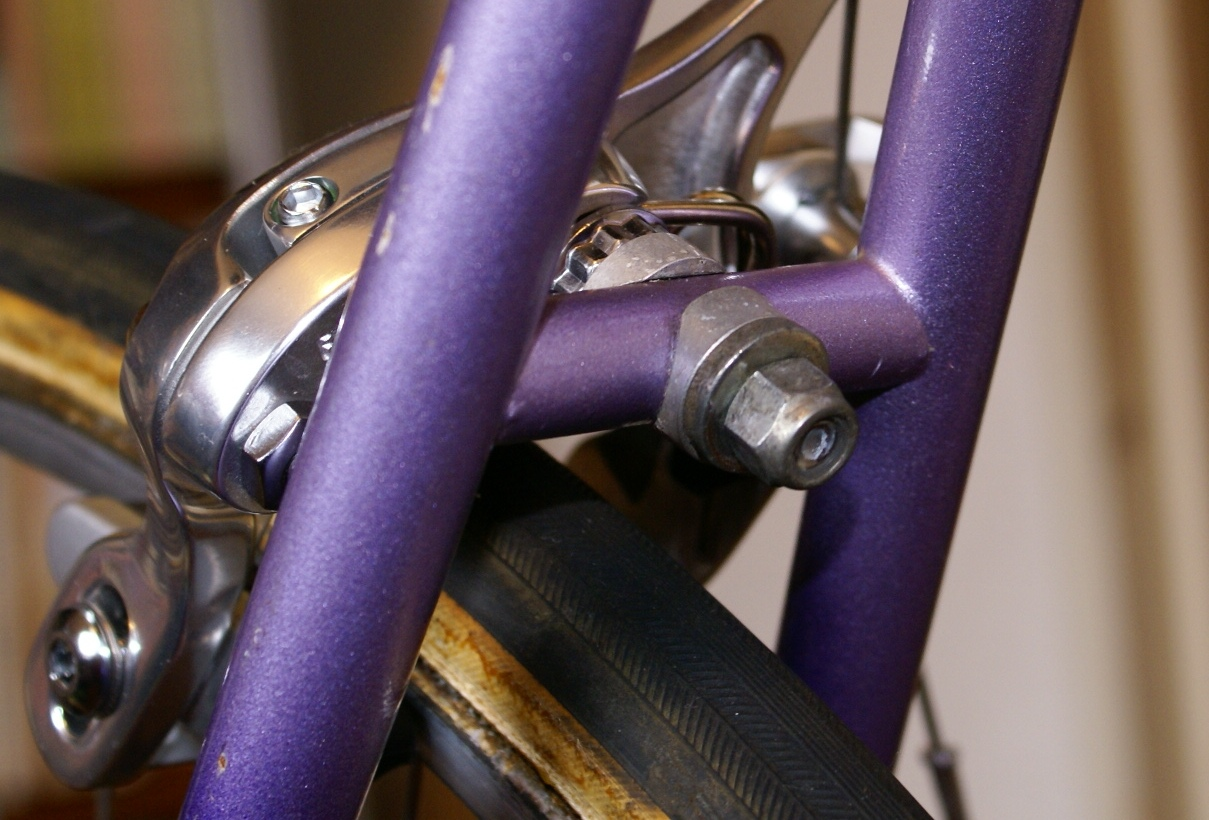
レイダックのブレーキ取り付け部分（後）

ギヤは当初前後2×6、ホイールは700Cを採用し、上級モデルではチューブラー、スタンダードモデルではクリンチャーを採用していた。後にギヤの仕様は2×7となり、エンド幅も125mmから127mm、130mmに拡大されている。また、カーボン、オールアルミ、ハイブリッド、クロモリモデル共にシートチューブの外径は28.6mmである。

## レイダック・テーラーメイド
レイダックをベースにしたロードバイクのテーラーメイド（セミオーダー）もあった。店頭でパーツの色や組合せを選べるファミコンソフト（ゲームではない。非売品。開発はコンパイル (企業)）が当時作られた。

## 注
1. ↑  通常のキャリパーはフォークコラム内部でキャリパー側の取り付けボルトとブラインドナットが結合されるが、一部のレイダックではブラインドナットが入らない為、キャリパー側の取り付けボルトを長いものに交換した上でフォークコラムを反対側まで貫通させ、フォークコラム外側のRに対応したワッシャーを介してナット止めすることになる。ただし全てのキャリパーセットに改造キットが設定されているわけではないので、メーカーに確認する必要がある。